# T Phoenicis
T Phoenicis är en pulserande variabel av Mira Ceti-typ (M) i stjärnbilden Fenix.
Stjärnan varierar mellan visuell magnitud +8,55 och 14,8 med en period av 281,79 dygn.